# Hukumpeta
Hukumpeta es una ciudad censal situada en el distrito de Godavari Este en el estado de Andhra Pradesh (India). Su población es de 16985 habitantes (2011). Se encuentra a 52 km de Kakinada y a 132 km de Vijayawada. 

## Demografía
Según el censo de 2011 la población de Hukumpeta era de 16985 habitantes, de los cuales 8258 eran hombres y 8727 eran mujeres. Hukumpeta tiene una tasa media de alfabetización del 79,59%, superior a la media estatal del 67,02%: la alfabetización masculina es del 82,89%, y la alfabetización femenina del 76,50%.